# Православна епископска конференција Шпаније и Португалије
Православна епископска конференција Шпаније и Португалије је сабрање која окупља све православне православне епископе на простору Шпаније и Португала, а који су представници више помесних цркава.
Сабор је формиран 1. октобра 2009. године у Мадриду, на основу одлуке Четврте предсаборске свеправославне конференције одржане у Шамбезију (Швајцарска) у периоду 6—12. јун 2009, где су се састали представници свих признатих православних аутокефалних цркава.
Циљ оваквих сабрања је да отвори нове начине сведочења црквеног јединства и представи Православну цркву као духовну снагу присутну на Пиринејском полуострву.
На конститутивној седници Скупштине православних епископа Шпаније и Португала, 2009. године у Мадриду присуствовали су митрополит шпански и португалски Поликарп, архиепископ Гаврило ((Цариградска Патријаршија)), епископ Нестор Корсунски (Московска патријаршија), епископ западноевропски Лука Ковачевић (Српска патријаршија) и епископ шпански и португалски Тимотеј (Румунска патријаршија).
7. октобра 2013. године одржана је редовна седница Скупштине православних епископа Шпаније и Португала, где је решаван широк спектар питања везаних за међуверске односе и питање званичне регистрације Скупштине. Такође, разговарали су о раду древних светих сабора Шпанија и Португалије, као и преводу Свете Литургије на шпански језик, који би могао да се користи у православним парохијама у свим јурисдикцијама.
На састанку Саборне Скупштине 3. децембра 2013. године усвојен је статут Скупштине православних епископа Шпаније и Португала, неопходан за њено регистровање. Поред тога, одлучено је да се настави рад на израда Синаксара древних шпанских светаца, као и на јединстевном преводу Литургије Светог Јована Златоустог за општу употребу у свим надлежностима православних парохија на територији Шпаније.